# غدة صماء

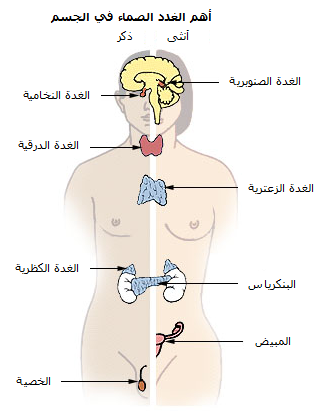
الغدد الصمّ الرئيسية. (أنثى يمين، ذكر يسار) 1. الغدة الصنوبرية 2. الغدة النخامية 3. الغدة الدرقية 4. الغدة الزعترية 5. الغدة الكظرية 6. البنكرياس 7. المبيض 8. الخصية

الغدد الصمّاء هي الغدد التي تفرز منتجاتها مباشرة إلى مجرى الدم عوضاً عن إفرازها عن طريق قنوات. وتتوزع هذه الغدد في كل أنحاء الجسم.
إفرازاتها عبارة عن مواد كيميائية وبروتينية تلعب دوراً أساسياً في وظيفة الأعضاء وفي تنظيم التوازن الكيميائي للجسم وتسمى بالهرمونات.
ومن أهم الغدد الصماء في الجسم الغدة النخامية والغدة الدرقية والدريقية والغدة الكظرية والبنكرياس والغدد التناسلية والصنوبرية والغدة الزعترية. وهناك بعض أعضاء الجسم غير المعروفة بوظيفة الغدد الصماء مثل المعدة التي تفرز هرمون جريلين.

## الغدد الصماء الرئيسية

### الغدة النخامية
الغدة النخامية هي غدة معلقة من قاعدة الدماغ عن طريق ساق ومحاطة بالعظم. وهو يتألف من جزء الغدة المنتج للهرمونات (الفص الأمامي للغدة النخامية) والجزء العصبي (الفص الخلفي للغدة النخامية)، وهو امتداد لتحت المهاد. وينظم تحت المهاد الناتج الهرموني للنخامية الأمامية وينتج اثنين من الهرمونات التي تصدر إلى النخامية الخلفية للتخزين والإطلاق لاحقًا.
أربعة من الهرمونات الستة للنخامية الأمامية هي الهرمونات التي تنظم وظائف أجهزة الغدد الصماء الأخرى. معظم هرمونات النخامية الأمامية تظهر تواتر يومي من العمل لإطلاقهم، والذي يخضع للتعديل من قبل المحفزات التي تؤثر على منطقة ما تحت المهاد.
هرمون النمو (GH) هو هرمون ابتناء الذي يحفز نمو جميع أنسجة الجسم وخصوصًا العضلات الهيكلية والعظام. وقد يعمل بشكل مباشر، أو بشكل غير مباشر عن طريق عوامل النمو الشبيهة بالأنسولين (IGFs). يحفز هرمون النمو تكسير الدهون، وإنتاج البروتين، ويمنع امتصاص الجلوكوز والتمثيل الغذائي. ينظم إفراز هرمون النمو (مطلق هرمون النمو (GHRH)) و (الهرمون المانع لهرمون النمو أو سوماتوستاتين (Somatostatin)). الإفراز المفرط يسبب العملقة في الأطفال وضخامة الأطراف عند البالغين. نقص الإفراز عند الأطفال يسبب القزامة.
هرمون منبه الدرقية (TSH) يعزز التطور الطبيعي ونشاط الغدة الدرقية. والهرمون المطلق لموجهة الدرقية (TRH) يحفز إطلاقه.
الهرمون المنشط لقشرة الكظرية (ACTH) يحفز القشرة الكظرية لإطلاق الكورتيكوستيرويد.يتم إطلاق ACTH عبر هرمون (CRH) وتقليل ارتفاع مستويات القشرانيات السكرية.
الغونادوتروبينات (الهرمون المنشط للحوصلة (FSH) والهرمون المنشط للجسم الأصفر (LH)) تنظم وظائف الغدد التناسلية في كلا الجنسين. الهرمون المنشط للحوصلة (FSH) يحفز إنتاج الخلايا الجنسية، يحفز الهرمون المنشط للجسم الأصفر (LH) إنتاج الهرمونات التناسلية.مستويات الغونادوتروبينات ترتفع استجابة لهرمون مطلق لموجهة الغدد التناسلية (GnRH).
البرولاكتين (PRL) يعزز إنتاج الحليب عند الإناث. يحفز إفرازه هرمون إفراز البرولاكتين (PRH) ويثبطه هرمون تثبيط البرولاكتين (PIH).
الغدة النخامية الخلفية تخزن وتطلق اثنين من هرمونات تحت المهاد:
الأوكسايتوسين يحفز انقباضات الرحم القوية مما يؤدي إلى الولادة عند الحوامل، وإطلاق الحليب في النساء المرضعات.
الهرمون المانع لإدرار البول (ADH) تحفز الأنابيب الكلوية لإعادة امتصاص والحفاظ على الماء، مما يؤدي إلى كميات صغيرة من البول المركز للغاية وانخفاض أسمولية البلازما. يتم الإفراج عن ADH استجابة للتركيزات العالية للمحلول في الدم وتمنع استجابة لتركيزات المحلول المنخفضة في الدم. نقص الإفراز يؤدي إلى مرض السكري الكاذب.

### الغدة الدرقية
الغدة الدرقية وهي واحدة من أبرز غدد الجسم ومعروفة بإفراز الثيروكسين.

#### موقعها
تقع في الرقبة، أمام القصبة الهوائية، وهي تشبه في شكلها الفراشة التي تفرد جناحيها، وهي ذات لون بني محمر. وتتكون من فصين، وتحتوي على خلايا خاصة تقع في بطانتها تدعى الخلايا الكيسية، وهذه الخلايا هي المسؤولة عن إفراز هرمونات الغدة الدرقية (الثيروكسين وثلاثي يود الثيرونين). وتعتبر هذه الغدة من الغدد الصماء (التي تدخل إفرازاتها مباشرة إلى الدم من دون الحاجة إلى قنوات خاصة لنقلها).

#### وظيفتها
وظيفة الغدة الدرقية هي إفراز هرمون الثايرويد، وهو على نوعين:
- الثيروكسين (T4) ويعتبر الهرمون الرئيسي من ناحية كميته.
- هرمون يسمى ثالث يود الثيرونين (T3)، وهو الهرمون الفعّال في الأنسجة.

إنتاج وإفراز هرمون الثيروكسين يقع تحت سيطرة المحور تحت السريري النُخامي Hypothalamic-Pituitary -Axis، حيث أن منطقة ما تحت السرير في المخ الهيبوثالاموس (Hypothalamus) تفرز الهرمون المُطلق للثايروتروبين "Thyrotropic releasing Hormone) "TRH) والذي يعمل على الغدة النُخامية لتفرز بدورها الهرمون المُحرض للغدة الدرقية Thyroid -Stimulating -Hormone والذي يعمل على تحفيز الغدة الدرقية لتُنتج وتفرز هرمون الثيروكسين. وكلما نقص الثيروكسين في الدم يزداد إفراز هذه الهرمونات وبالعكس إذا زادت كميته في الدم نقص إفراز هذه الهرمونات وهذا ما يُسمى بالتلقيم الراجع السلبي Negative Feedback Mechanism، ومهمته هي المحافظة على المستوى الطبيعي للهرمون في الدم لأداء عمله على أكمل وجه.
تقع الغدة الدرقية في الجزء الأمامي من الرقبة، أمام الغضروف الدرقي، وتشبه في شكلها الفراشة مع جناحين متصلين ببرزخ مركزي

### الغدة الدريقية(الجاردرقية)
الغدد جارات الدرقية أو الغدد الدريقية أو الغدَّة الجَنْبْدَرَقية أو جارة الدَّرَق أو الغدة جنيبة الدرقية (بالإنجليزية: Parathyroid Gland) هي غدد صماء صغيرة في عنق الإنسان وغيره من الكائنات رباعية الأطراف التي تنتج هرمون جار درقي. عادة ما يكون لدى الإنسان أربع غدد جارات الدرقية، متواجدة بشكل متفاوت على الجزء الخلفي من الغدة الدرقية. إن الهرمون الدريقي والكالسيتونين (أحد الهرمونات التي تصنعها الغدة الدرقية) لهما دوران رئيسيان في تنظيم كمية الكالسيوم في الدم وداخل العظام.
تشترك الغدد جارات الدرقية مع الغدة الدرقية في نفس إمدادات الدم، والتصريف الوريدي، والتصريف اللمفاوي. تشتق الغدد جارات الدرق من النسيج الطلائي المبطن للجيبة البلعومية الثالثة والرابعة، حيث تنتج الغدد العليا من الجيبة البلعومية الرابعة، والغدد السفلى من الأجنحة الظهرانية للجيبة الثالثة. يتغير مكان الغدد السفلى والعليا، والتي يتم تسميتها وفقًا لموقعها النهائي، بسبب هجرة الأنسجة الجنينية.
يتميز فرط نشاط جارات الدرقية وقصور جارات الدرقية، بحدوث تغيرات في مستويات الكالسيوم في الدم وأيض العظام، وتنتج إما من زيادة أو نقص في وظيفة جارات الدرقية.

#### البُنية
يوجد زوجان من الغدد جارات الدرقية خلف الفص الأيمن والأيسر للغدة الدرقية. تتخذ كل غدة شكل بيضاوي مسطح بلون بني مصفر فيما يشبه حبة العدس، تكون عادة بطول حوالي 6 ملم وعرض 3 إلى 4 ملم، و 1 إلى 2 ملم من السطح الأمامي إلى الخلفي. هناك عادة أربع غدد جارات درقية. وتسمى الغدتين جارات الدرقية في كل جانب واللتان توجدان في الأعلى بالغدد جارات الدرقية العليا، في حين تسمى اللتان توجدان في الأسفل بالغدد جارات الدرقية السفلى. تزن الغدد جارات الدرقية الصحية عمومًا حوالي 30 ملغ في الرجال و 35 ملغ في النساء. هذه الغدد غير واضحة أو يمكن الشعور بها أثناء فحص الرقبة.

#### الوظيفة
- طالع أيضًا: هرمون جار درقي

تتمثل الوظيفة الرئيسية للغدد الجار الدرقية في الحفاظ على مستويات الكالسيوم والفوسفات في الجسم ضمن نطاق ضيق للغاية، بحيث يمكن للجهازين العصبي والعضلي العمل بشكل صحيح. تقوم الغدد الجار درقية بذلك عن طريق إفراز هرمون جار درقي (PTH).
الهرمون جار درقي (المعروف أيضا باسم باراثرمون) هو بروتين صغير يشارك في السيطرة على استتباب الكالسيوم والفوسفات، ووظائف العظام. للهرمون الجار درقي تأثير معاكس لذلك الخاص بالكالسيتونين.
- الكالسيوم. يزيد الهرمون الجار درقي من مستويات الكالسيوم في الدم عن طريق تحفيز بانيات العظم مباشرة وبالتالي تحفيز الخلايا ناقضات العظم بشكل غير مباشر (من خلال آلية RANK / RANKL) لتحطيم العظام وإطلاق الكالسيوم.يزيد الهرمون جار درقي من امتصاص الكالسيوم في الجهاز الهضمي من خلال تنشيط فيتامين دي، ويعزز الحفاظ على الكالسيوم (إعادة امتصاصه) عن طريق الكلى.
- الفوسفات. الهرمون جار درقي هو المنظم الرئيسي لتركيز الفوسفات في الدم عن طريق التأثير على الكلى. وهو مثبط لإعادة الامتصاص الفوسفور في النبيب الملفف الداني. من خلال تنشيط فيتامين (د) يتم زيادة امتصاص الأمعاء للفوسفات.

### الغدة الكظرية(الجاركلوية)
الغدة الكظرية أو الغدة فوق الكلوية (بالإنجليزية: Adrenal gland). يحتوي جسم الإنسان على غدتين كظريتين، تنتميان إلى جهاز الغدد الصماء، وتفرزان عدداً من الهرمونات كالأدرينالين والستيرويدات كالألدوسترون والكورتيزول. تقع هاتان الغدتان فوق الكلية، وكل واحدة منهما لها قشرة خارجية تنتج الهرمونات الستيرويدية ولب داخلي. تنقسم قشرة الغدة الكظرية إلى ثلاث مناطق وهي بالترتيب من الخارج إلى الداخل: المنطقة الكبيبية والمنطقة الحزمية والمنطقة الشبكية.
تنتج قشرة الغدة الكظرية ثلاث أنواع رئيسية من الهرمونات الستيرويدية وهي: الهرمونات القشرية المعدنية والهرمونات القشرية السكرية والأندروجينات الكظرية. فأما القشرانيات المعدنية كالألدوستيرون فتُنتَج في المنطقة الكبيبية من القشرة الكظرية وتُساعد في تنظيم ضغط الدم والحفاظ على توزان الكهارل في الجسم. وتُنتَج القشرانيات السكرية كالكورتيزول في المنطقة الحزمية وتنظم عمليات الأيض في الجسم وتثبط جهاز المناعة. تفرز المنطقة الشبكية وهي الجزء الأعمق من القشرة الكظرية، الأندروجينات الكظرية والتي تحولها الغدد التناسلية أو الأعضاء الأخرى التي تستهدفها هذه الهرمونات إلى هرمونات فعالة قادرة على القيام بوظائفها. تُسمى عملية تصنيع الستيرويدات بعملية توليد الستيرويد وتتضمن عدداً من التفاعلات والعمليات الكيميائية التي تتم في خلايا القشرة الكظرية. بينما ينتج لب القشرة الكظرية الكاتيكولامينات وهي هرمونات تجعل الجسم يصدر استجابة سريعة عندما يتعرض للضغط والإجهاد.
يندرج الخلل الوظيفي الذي يصيب الغدة الكظرية ضمن أمراض الغدد الصماء. حيث يسبب زيادة إفراز هرمون الكورتيزول في الدم متلازمة كوشينغ، في حين يصاحب داء أديسون نقصٌ في إفراز ذات الهرمون. ويؤثر مرضٌ وراثيٌ على الغدة الكظرية يسمى فرط تنسج الكظرية الخلقي، وينشأ هذا المرض من خللٍ في تنظيم آليات التحكم في الغدد الصماء. وقد تنشأ أنواعٌ مختلفةٌ من الأورام من نسيج الغدة الكظرية والتي غالباً ما تكتشف عند استخدام التصوير الطبي لفحص أمراضٍ أخرى.

#### الوظيفة
تُنتج العديد من الهرمونات في مناطق مختلفة من قشرة ولب الغدة الكظرية. تبلغ قوة التكبير للمجهر الضوئي المستخدم × 204.
تتمثل وظيفة الغدة الكظرية بإفراز العديد من الهرمونات؛ التي تخضع للتأييض في الغدة نفسها أو في أجزاء أخرى من الجسم بفعل الإنزيمات. تنفذ هذه الهرمونات العديد من الوظائف الحيوية.

##### الستيرويدات القشرية
تمثل الستيرويدات القشرية مجموعةً من الهرمونات الستيرويدية التي تنتجها قشرة الغدة الكظرية، وتسمى بهذا الاسم نسبة إلى مكان تصنيعها هناك. وتُسمى الستيروئيدات القشرية حسب وظيفتها كما يلي:
- الستيرويدات القشرية المعدنية (القشرانيات المعدنية) ومن أمثلتها: الألدوستيرون الذي يحافظ على التوزان بين الأملاح المعدنية وحجم الدم في الجسم.
- الستيرويدات القشرية السكرية (القشرانيات السكرية) ومن أمثلتها: الكورتيزول الذي يؤثر على معدل أيض البروتين والدهون والسكر (الجلوكوز).

##### القشرانيات المعدنية
الألدوستيرون من الهرمونات القشرية المعدنية التي تنتجها الغدة الكظرية، وهو صاحب دور مهم في الحفاظ على توازن الأملاح والمعادن وحجم الدم في جسم الإنسان. هذا الدور يتمثل بأثر الألدوستيرون على أجزاء معينة من الوحدة الكلوية وهي النبيبات الملتفة البعيدة والقنوات الجامعة بحيث يزيد من إعادة امتصاص شوارد الصوديوم بالتبادل مع إطراح أيونات البوتاسيوم وأيونات الهيدروجين. ويعتبر الألدوستيرون مسؤولاً عن إعادة امتصاص حوالي 2% من السائل الكبيبي الراشح. كما أن للهرمون تأثيرًا حابسًا للصوديوم بفعل تحفيز مستقبلاته في الغدد اللعابية ونهاية القولون. يوجد منظمان رئيسيان لإفراز الألدوستيرون، وهما هرمون الأنجيوتنسين II والبوتاسيوم في السائل خارج الخلوي. إن أثر الألدوستيرون الحابس للصوديوم والمؤثر على كميته في جسم الإنسان يوضح أهمية الألدوستيرون في تنظيم ضغط الدم فكمية الصوديوم تؤثر على حجم السائل خارج الخلوي وضغط الدم.

### البنكرياس
البنكرياس (بالإنجليزية: Pancreas) أو المُعَثْكَلَة أو المِعْقَد أو الحُلْوَة أحد أهم الغدد الموجودة في جسم الثدييات ولها دور مزدوج:
- غدة خارجية الإفراز: تقوم بإفراز العصارة البنكرياسية المحتوية على أنزيمات هاضمة.
- غدة صماء، أو داخلية الإفراز تقوم على إفراز عدد من الهرمونات أهمها الإنسولين، الذي يفرز من جزر لانجرهانز والذي يعمل على تمثل السكر والمواد الكاربوهيدراتية. يؤدي اختلالها بشكل أساسيّ إلى الإصابة بمرض السكري على سبيل المثال.

البنكرياس هو غدّة كبيرة تقع خلف المعدة قريبًا من الجزء الأول من الأمعاء الدقيقة، وهو يفرز العصارات الهضميّة إلى الأمعاء الدقيقة عبر أنبوب يُعرَف باسم قناة البنكرياس. يُطلِق البنكرياس كذلك هرموني الإنسولين والجلوكاجون إلى مجرى الدم. التهاب البنكرياس عبارة عن التهاب يصيب البنكرياس، ويحدث عندما تبدأ الإنزيمات الهضمية بهضم البنكرياس بحدّ ذاته، وقد يكون الالتهاب حادّاَ أو مزمنًا. كلتا الحالتين خطيرة ويمكن أن تؤديا لمضاعفات. يحصل التهاب البنكرياس الحادّ فجأةً ويخفّ عادةً في غضون أيّام قليلة على العلاج، وهو يحدث غالبًا بسبب الحصيات الصفراويّة. تشتمل أعراضه الشائعة على ألم شديد في أعلى البطن وغثيان وقياء. ويكون العلاج عادةً بقضاء بضعة أيّام في المستشفى بهدف إعطاء سوائل وريديّة ومضادّات حيوية ومسكّنات للألم. التهاب المُـعَثْكَلَة المزمن لا يشفى أو يتحسّن، فهو يزداد سوءًا بمرور الوقت ويؤدّي لتلف دائم. السبب الأكثر شيوعًا لتلك الحالة هو الإسراف في تعاطي الكحول، وتتضمّن الأسباب الأخرى داء التليّف الكيسي واضطرابات وراثية أخرى، وارتفاع مستويات الكالسيوم أو الدهون في الدم، وبعض الأدوية، والاضطرابات المناعيّة الذاتيّة. تشتمل الأعراض على غثيان وقياء وخسارة الوزن والبراز الدهني. وقد يكون العلاج أيضًا على شكل قضاء بضعة أيّام في المستشفى لإعطاء السوائل الوريديّة والمضادّات الحيويّة ومسكنات الألم والدعم الغذائي. قد يحتاج المريض بعدئذٍ للبدء بتناول إنزيمات وحمية خاصّة. من المهمّ كذلك الامتناع عن التدخين وتعاطي الكحول.

### الغدد التناسلية
الغدة التناسلية هي العضو الذي ينتج الأمشاج. فالغدد التناسلية في الذكور هي الخصيتان بينما الغدد التناسلية في الإناث هي المبيضان. وينتج عن تلك الغدة التناسلية الأمشاج، وهي الخلايا الأريمية الفردانية. على سبيل المثال، خلايا الحيوان المنوي والبيضة هي الأمشاج.

#### التنظيم
يتم التحكم في الغدد التناسلية هرمونيًا من خلال هرمون ملوتن (LH) والهرمون المنبه للجريب (FSH) الذي يُفرز عن طريق الغدة النخامية الأمامية. ويتم التحكم في هذا الإفراز من خلال وطاء الهرمون المطلق لموجّهة الغدد التناسلية.

#### النمو
تبدأ الغدد التناسلية في النمو كبادئة مشتركة (العضو في الفترة الأولية للنمو)، في شكل قمم الغدد التناسلية، والتي تتميز فيما بعد إلى أعضاء جنسية ذكرية أو أنثوية. حيث يؤدي وجود منطقة التحديد الجنسي Y المورثة،  إلى تحديد كروموسوم Y وترميز عامل تحديد الخصية لتحديد التفريق الجنسي لدى الذكور. وسيتطور (المبايض بدلاً من الخصية) جنس الإناث في حالة غياب مورثة منطقة التحديد الجنسي Y من كروموسوم Y. ولذلك يعتبر نمو الغدة التناسلية جزءًا من نمو الأعضاء البولية والتناسلية.
هي الخصيتان عند الذكر والمبيضان عند الأنثى، لهما نوعان من الإفرازات:-
1- خارجي وهي تكوين الخلايا التناسلية حيوانات منوية وبويضات.
2- داخلي وهو إفراز الهرمونات الجنسية.

### الغدة الصنوبرية
الغدة الصنوبرية (بالإنجليزية: Pineal gland) هي غدة صغيرة في تجويف الدماغ. تفرز الميلاتونين، وهو هرمون يساعد على ضبط عمل جسم الإنسان ويساعد على النوم. وتأخذ شكل حبة الصنوبر الصغيرة.

#### الموقع
تقع ضمن تجويف عظمي في جمجمة الإنسان أسفل الدماغ، خلف الغدة النخامية، وهي بحجم حبة البازلاء (7.2 ملم في الإنسان). ولون الغدة الصنوبرية رمادي مائل إلى الحمرة وتظهر واضحة غالبا في الأشعة التلفزيونية (X-ray) للجمجمة.

#### الوظيفة
ارتبط اسم الغدة الصنوبرية في قديم الزمان بمركز الروح البشرية، ولكن في الوقت الحالي ما زالت الغدة الصنوبرية موضع أبحاث. وقد تم إثبات مايلي: هي مسؤولة عن الحالة النفسية المتغيرة عند الإنسان، ومسؤولة عن تنظيم الوقت، وعن الحالة الجنسية . فقد لوحظ أن تخريب المنطقة يؤدي إلى البلوغ المبكر. وهي تعمل أيضاً على منع الأكسدة بواسطة مادة الميلاتونين التي تفرزها مباشرة في الدم وذلك بعد تعرض الجسم للظلام، وبصفة خاصة أثناء النوم. الميلاتونين يمنع تشكل الأورام السرطانية.

### الغدة الزعترية
الغدة الزعترية أو الغدة الصعترية أو غدة التوتة أو الغدة التيموسية (بالإنجليزية: Thymus) هي غدة صماء تقع على القصبة الهوائية أعلى القلب خلف عظمة القص، تكون كبيرة لدى الأطفال وتستمر في الضمور طوال سن المراهقة لان حجمها يتناقص عندما تبدأ الغدد التناسلية بالنضج والإفراز، تفرز هذه الغدة هرمون ثيموسين Thymosin الذي ينظم بناء المناعة في الجسم ويساعد على إنتاج الخلايا اللمفاوية ويشرف على تنظيم المناعة في الجسم.ويتم فيها تمايز خلايا T. كما يُعتقد أن لهذه الغدة وإفرازها دوراً في تعلم اللغة عند الإنسان[ما هي؟] ، وتلك الفرضية يدعمها سرعة تقبّل الطفل لتعلم اللغة وعلى الأخص طريقة اللفظ السليم، بينما يتعذر على البالغ إتقان اللفظ السليم مهما بلغت درجة إتقانه للغات التي يتعلمها لاحقاً من حيث المفردات والقواعد وقوة المعاني والأسلوب.

#### وظيفة الغدة
الخلايا التائية جزء مهم من الجهاز المناعي الذي يؤثر على المناعة الخلوية، وتنضج هذه الخلايا داخل التيموس، إذ تبدأ الخلايا التائية من سلائف مكوّنة للدم من نقي العظم (أو نخاع العظم)، ويشار لها باسم الخلايا التوتية، تُهاجر هذه الخلايا إلى الغدة الزعترية، لتبدأ فيها عملية النضج، التي تتضمن تأكّد الخلايا من قدرتها على الارتكاس للمستضدات، لكن مع ضمان عدم ارتكاسها لمستضدات أنسجة الجسم، وبمجرد نضج هذه الخلايا ستهاجر من التيموس.
القشر هو المكان الأول الذي تبدأ فيه عملية تطوّر الخلايا التوتية، إذ يُعاد فيه ترتيب مستقبلات جينات الخلايا التائية، وتُنتقى أثناء ذلك الخلايا التي حدث فيها إعادة الترتيب، ويحدث في اللب العمليات الباقية، كالتخلّص من الخلايا التائية ذاتية المناعة.
يُبنى مخزون الجسم من الخلايا التائية في وقت مبكر من الحياة، لذلك تتناقص وظيفة الغدة الزعترية عند البالغين، وتضمر لتصل إلى درجة يصعب التعرّف عليها عند كبار السن، وقد ارتبط فقدان وظيفتها المناعية عند كبار السن بحدوث الإنتانات، والسرطانات.
تُطلَق الخلايا التائية التي تجتاز مراحل النضج داخل التيموس إلى الدم لأداء مهامها المناعية الحيوية.
تفرز الغدة الزعترية أيضًا هرمونات، وسيتوكينات تنظّم نضج الخلايا التائية، بما في ذلك التيمولين، والتيموبويتين، والتيموسينات.

##### الأهمية السريرية للغدة
الجهاز المناعي هو جهاز تفاعلي متعدد المكونات، ويحمي المضيف من الإنتانات المختلفة، وفي حال اضطراب أداء هذا الجهاز لوظائفه سيؤدي إلى عدم راحة المريض، أو إصابته بالأمراض، أو حتى موته، وقد يتظاهر الخلل فيه بأحد الأشكال الرئيسية التالية: فرط الحساسية (أو الأرجية)، أو أمراض المناعة الذاتية، أو العوز المناعي.

##### فرط الحساسية
السبب في فرط التحسس هو حدوث استجابة مناعية شديدة وغير طبيعية لمستضدات شائعة غير مُمرضة، وتسمى المواد التي تثير حدوث هذه الاستجابة المناعية بالمؤرّجات.
يتدخّل في العملية التحسسية بشكل رئيسي الغلوبولين المناعي E، والأضداد، والهيستامين، إذ تُطلق الخلايا البدينة الهيستامين، وقد تسبب المؤرّجات في بعض الأحيان رد فعل مناعي مفاجئ، وشديد، وربما قاتل عند الشخص المتحسس، وهذا ما يسمى بالتأق.

##### العوز المناعي
بما أن الغدة الزعترية مهمة في عملية تطوّر الخلايا التائية، فإن أي عيب خلقي بتشكّلها، أو تطورها سيؤدي لنقص هام في الخلايا التائية، مؤديًا لأمراض بدئية في المناعة الأولية، إذ يؤدي غياب الغدة الناتج عن طفرة جينية (كما هو الحال في متلازمة دي جورج) إلى عوز مناعي شديد، وإصابات لاحقة بالإنتانات الفيروسية، والأوالي، والفطريات. وتسبب العيوب التي تؤثر على كل من الخلايا البائية، والتائية عوزًا مناعيًا مشتركًا شديدًا.
ومن الأمثلة على ذلك:
- متلازمة دي جورج: اضطراب وراثي يظهر مع طيف من الأمراض، وعادة ما يكون سببه حذف قسم صغير من الصبغي 22، ما يسبب فشلًا في تطوّر الجيبان البلعوميان الثالث، والرابع، بالتالي فشل نمو الغدة الزعترية، واضطرابات أخرى مرتبطة بذلك، كأمراض القلب الخلقية، وتشوهات الفم (مثل الحنك المشقوق، والشفة المشقوقة)، وفشل تطور الغدة الدرقية.
- العوز المناعي المشترك الشديد: مجموعة من الأمراض الوراثية الخلقية النادرة التي تسبب حدوث خلل في عمل الخلايا التائية، والبائية، والقاتلة الطبيعية، وسبب هذه المتلازمات هو طفرات تؤثر على نضج السلائف المكونة للدم، ويؤدي هذا الانخفاض الحاد بالخلايا إلى نقص حاد في تطور الغدة الزعترية، بالتالي ضمورها في النهاية.

### السيطرة على إفراز الهرمون
تنتمي الغدد الصماء إلى نظام التحكم في الجسم. الهرمونات التي تنتجها تساعد على تنظيم وظائف الخلايا والأنسجة في جميع أنحاء الجسم. يتم تنشيط الغدد الصماء للإفراج عن هرموناتها عن طريق المنبهات الخلطية أو العصبية أو الهرمونية. كما أن التغذية الراجعة السلبية مهمة في تنظيم مستوى الهرمونات في الدم.
يستطيع الجهاز العصبي، الذي يتحكم به تحت المهاد، في بعض الحالات تجاوز الآثار الهرمونية أو تعديلها.